# Liste der Staatsoberhäupter 710
Übersicht
◄◄ | ◄ | 706 | 707 | 708 | 709 | Liste der Staatsoberhäupter 710 | 711 | 712 | 713 | 714 | ► | ►►

Weitere Ereignisse

## Amerika
- Maya
  - Copán
    - Herrscher: Waxaklajuun Ub’aah K’awiil (695–738)

  - Palenque
    - Herrscher: K'inich K'an Joy Chitam II. (702–711)

  - Tikal
    - Herrscher: Jasaw Chan K’awiil I. (682–734)

## Asien
- Bagan
  - König: Peitthon (652–710)
  - König: Ngahkwe (710–716)

- China
  - Kaiser: Tang Zhongzong (705–710)
  - Kaiser: Tang Shàodì (710)
  - Kaiser: Tang Ruizong (710–712)

- Iberien (Kartlien)
  - König: Guaram III. (692–748)

- Indien
  - Chalukya
    - König: Vijayaditya (696–733)

  - Östliche Chalukya
    - König: Jayasimha II. (706–718)

  - Pallava
    - König: Parameswaran II. (705–710)
    - König: Nandi Varman II. (710–775)

  - Pandya
    - König: Arikesari Maravarman Nindraseer Nedumaaran (670–710)
    - König: Kochadaiyan Ranadhiran (710–735)

- Japan
  - Kaiserin: Gemmei (707–715)

- Kaschmir
  - König: Pratapaditya (661–711)

- Reich der Kök-Türken
  - Herrscher: Kapağan (694–716)

- Korea
  - Balhae
    - König: Taejo Ko (698–719)

  - Silla
    - König: Seongdeok (702–737)

- Kalifat der Muslime
  - Kalif: al-Walid I. (705–715)

- Tibet
  - König: Thride Tsugten (704–755)

## Europa
- Bulgarien
  - Khan: Terwel (700–721)

- Byzantinisches Reich
  - Kaiser: Justinian II. (705–711)

- Dänemark
  - König: Angantyr (695–735)

- England (Heptarchie) 
  - East Anglia
    - König: Ealdwulf (664–713)

  - Essex
    - König: Swæfberht (709–738)

  - Kent
    - König: Wihtred (691–725)

  - Mercia
    - König: Ceolred (709–716)

  - Northumbria
    - König: Osred I. (706–716)

  - Wessex
    - König: Ine (688–726)

- Fränkisches Reich
  - König: Childebert III. (694–711)
  - Hausmeier: Pippin der Mittlere (687–714)
  - Autonome Gebiete:
    - Herzog von Baiern: Theodo II. (680–717)
    - Herzog von Thüringen: Hedan II. (689–717)

- Langobardenreich
  - König: Aripert II. (701–712)
  - Autonome langobardische Herzogtümer:
    - Herzog von Benevent: Romuald II. (706–731)
    - Herzog des Friaul: Pemmo (706–739)
    - Herzog von Spoleto: Faroald II. (703–720)

- Schottland
  - Dalriada
    - König: Selbach (700–723)

  - Strathclyde
    - König: Beli II. (694–722)

  - Pikten
    - König: Nechtan mac Derile (706–724)

- Venedig
  - Doge: Paulicius (697–717)

- Wales
  - Gwynedd
    - König: Idwal Iwrch ap Cadwaladr (682–720)

- Westgotenreich
  - König: Witiza (702–710)
  - König: Roderich (710–711)

## Religiöse Führer
- Papst: Konstantin I. (708–715)
- Patriarch von Konstantinopel: Kyros (705–711)